# Mimudea tristigmalis
Mimudea tristigmalis là một loài bướm đêm trong họ Crambidae.